# Stefania Górz-Kardaszewicz
Stefania Górz-Kardaszewicz (ur. 1922, zm. 11 lutego 2017) – polska lekarka, specjalistka chorób wewnętrznych i hematologii, doktor habilitowany nauk medycznych.

## Życiorys
Była wieloletnim pracownikiem Śląskiego Uniwersytetu Medycznego w Katowicach, laureatką „Wawrzynu Lekarskiego” przyznanego jej przez Śląską Izbę Lekarską. Zmarła 11 lutego 2017. 

## Wybrane odznaczenia
- Krzyż Kawalerski Orderu Odrodzenia Polski[3],
- Złoty Krzyż Zasługi[3],
- Odznaka „Zasłużony Pracownik Służby Zdrowia”[3]